# Persone di nome Gualtiero
| Questa pagina contiene informazioni ricavate automaticamente dalle voci biografiche con l'ausilio del template Bio e di un bot. L'aggiornamento è periodico e automatico e ricostruisce completamente la pagina. Se manca una persona in questa lista, sei pregato di non aggiungerla, ma accertati piuttosto che la sua voce biografica contenga il template Bio e che i dati anagrafici siano correttamente compilati. Se il template Bio manca, inseriscilo tu stesso o, in alternativa, metti l'avviso {{tmp\|Bio}} che ne segnala la mancanza. Se i dati riportati sono sbagliati, correggi direttamente la voce biografica; le modifiche saranno visibili in questa lista entro pochi giorni. Per chiarimenti vedi il progetto antroponimi. La lista contiene solo le 59 persone che sono citate nell'enciclopedia e per le quali è stato implementato correttamente il template Bio. Pagina aggiornata al 6 giu 2025. |

Questa è una lista di persone presenti nell'enciclopedia che hanno il nome Gualtiero, suddivise per attività principale.

## Allenatori di calcio(1)
- Gualtiero Grandini, allenatore di calcio e ex calciatore italiano (Milano, n. 1967)

## Alpinisti(1)
- Gualtiero Laeng, alpinista, chimico e geografo italiano (Brescia, n. 1888 - Brescia, † 1968)

## Architetti(2)
- Gualtiero Casalegno, architetto italiano (Alpignano, n. 1912 - Torino, † 1999)
- Gualtiero Galmanini, architetto e designer italiano (Monza, n. 1909 - Lido di Venezia, † 1976)

## Arcivescovi(1)
- Gualtiero di Sens, arcivescovo franco († 923)

## Arcivescovi cattolici(2)
- Gualtiero, arcivescovo cattolico italiano (Sicilia - Palermo, † 1190)
- Gualtiero Isacchi, arcivescovo cattolico italiano (Lecco, n. 1970)

## Attivisti(1)
- Valter Vecellio, attivista, politico e giornalista italiano (Tripoli, n. 1954)

## Attori(4)
- Gualtiero Burzi, attore italiano (Alessandria, n. 1975)
- Gualtiero De Angelis, attore e doppiatore italiano (Roma, n. 1899 - Roma, † 1980)
- Gualtiero Scola, attore italiano (Milano, n. 1970)
- Gualtiero Tumiati, attore e regista teatrale italiano (Ferrara, n. 1876 - Roma, † 1971)

## Cantautori(1)
- Gualtiero Bertelli, cantautore italiano (Venezia, n. 1944)

## Cardinali(1)
- Gualtiero Bassetti, cardinale e arcivescovo cattolico italiano (Marradi, n. 1942)

## Compositori(1)
- Gualtiero Sanelli, compositore e tenore italiano (Parma, n. 1816 - Maranhão, † 1861)

## Condottieri(1)
- Gualtiero di Palearia, condottiero italiano (Pagliara)

## Cuochi(1)
- Gualtiero Marchesi, cuoco e gastronomo italiano (Milano, n. 1930 - Milano, † 2017)

## Dialoghisti(1)
- Gualtiero Cannarsi, dialoghista e direttore del doppiaggio italiano (Vasto, n. 1976)

## Direttori d'orchestra(1)
- Gualtiero Negrini, direttore d'orchestra, regista e cantante statunitense (Los Angeles, n. 1961)

## Filantropi(1)
- Gualtiero Galeota, filantropo italiano

## Filosofi(1)
- Gualtiero di San Vittore, filosofo e teologo francese

## Giornalisti(4)
- Gualtiero Belvederi, giornalista, librettista e traduttore italiano (Bologna, n. 1852)
- Gualtiero Jacopetti, giornalista e regista italiano (Barga, n. 1919 - Roma, † 2011)
- Gualtiero Peirce, giornalista, scrittore e regista italiano (Napoli, n. 1960)
- Gualtiero Zanetti, giornalista italiano (Bologna, n. 1922 - Milano, † 1987)

## Hockeisti su pista(1)
- Gualtiero Bortolini, ex hockeista su pista italiano

## Igienisti(1)
- Walter Ricciardi, igienista, funzionario e attore italiano (Napoli, n. 1959)

## Ingegneri(2)
- Gualtiero Adami, ingegnere e funzionario italiano (Pomarolo, n. 1878 - Trento, † 1971)
- Gualtiero Sacchetti, ingegnere e politico italiano (San Lazzaro di Savena, n. 1836 - Bologna, † 1917)

## Latinisti(1)
- Gualtiero Calboli, latinista e filologo classico italiano (Bologna, n. 1932)

## Militari(2)
- Gualtiero Benardelli, ufficiale, esploratore e diplomatico italiano (Cormons, n. 1904 - Gorizia, † 1972)
- Gualtiero Serafino, militare italiano (Roma, n. 1919 - Somaliland, † 1940)

## Monaci cristiani(1)
- Gualtiero Suardo, monaco cristiano e vescovo cattolico italiano (Arezzo - Souillac)

## Nobili(8)
- Gualtiero III di Brisebarre, nobile francese
- Gualtiero II di Modica, nobile, politico e militare italiano
- Gualtiero I de Grenier, nobile († 1154)
- Gualtiero d'Avesnes, nobile
- Gualtiero III del Vexin, nobile
- Gualtiero di Ocre, nobile italiano († 1263)
- Gualtiero di Caltagirone, nobile, politico e militare italiano (Caltagirone, † 1283)
- Gualtiero di Saint-Omer, nobile francese (Saint-Omer - Terrasanta, † 1174)

## Pallanuotisti(1)
- Gualtiero Parisio, ex pallanuotista e ingegnere italiano (Napoli)

## Pittori(2)
- Gualtiero Padovano, pittore italiano (Padova - Padova, † 1552)
- Gualtiero Nativi, pittore italiano (Pistoia, n. 1921 - Greve in Chianti, † 1999)

## Politici(3)
- Gualtiero Caffaratto, politico italiano (Pinerolo, n. 1973)
- Gualtiero Corradi, politico italiano (Gonzaga)
- Gualtiero Nepi, politico italiano (Fermo, n. 1924 - Ascoli Piceno, † 2007)

## Pubblicitari(1)
- Gualtiero Schiaffino, pubblicitario, disegnatore e scrittore italiano (Acqui Terme, n. 1943 - Camogli, † 2007)

## Sceneggiatori(1)
- Gualtiero Rosella, sceneggiatore italiano (Latina, n. 1956)

## Sciatori alpini(1)
- Gualtiero Petrucci, sciatore alpino italiano (Abetone)

## Scrittori(1)
- Gualtiero Ciola, scrittore italiano (Venezia, n. 1925 - Caorle, † 2000)

## Sindacalisti(1)
- Gualtiero Driussi, sindacalista e politico italiano (Trieste, n. 1920 - Udine, † 1996)

## Sovrani(1)
- Gualtiero di Aquitania, re visigoto

## Stilisti(1)
- Walter Albini, stilista italiano (Busto Arsizio, n. 1941 - Milano, † 1983)

## Teologi(1)
- Gualtiero di Châtillon, teologo francese (Lilla)

## Vescovi cattolici(3)
- Gualtiero II, vescovo cattolico italiano († 1213)
- Gualtiero di Palearia, vescovo cattolico e politico italiano (Pagliara - Roma, † 1231)
- Gualtiero Sigismondi, vescovo cattolico italiano (Bastia Umbra, n. 1961)

## Senza attività specificata(1)
- Gualtiero di Civitate, cavaliere medievale normanno († 1060)